# Albert Eckstein (Musiker)

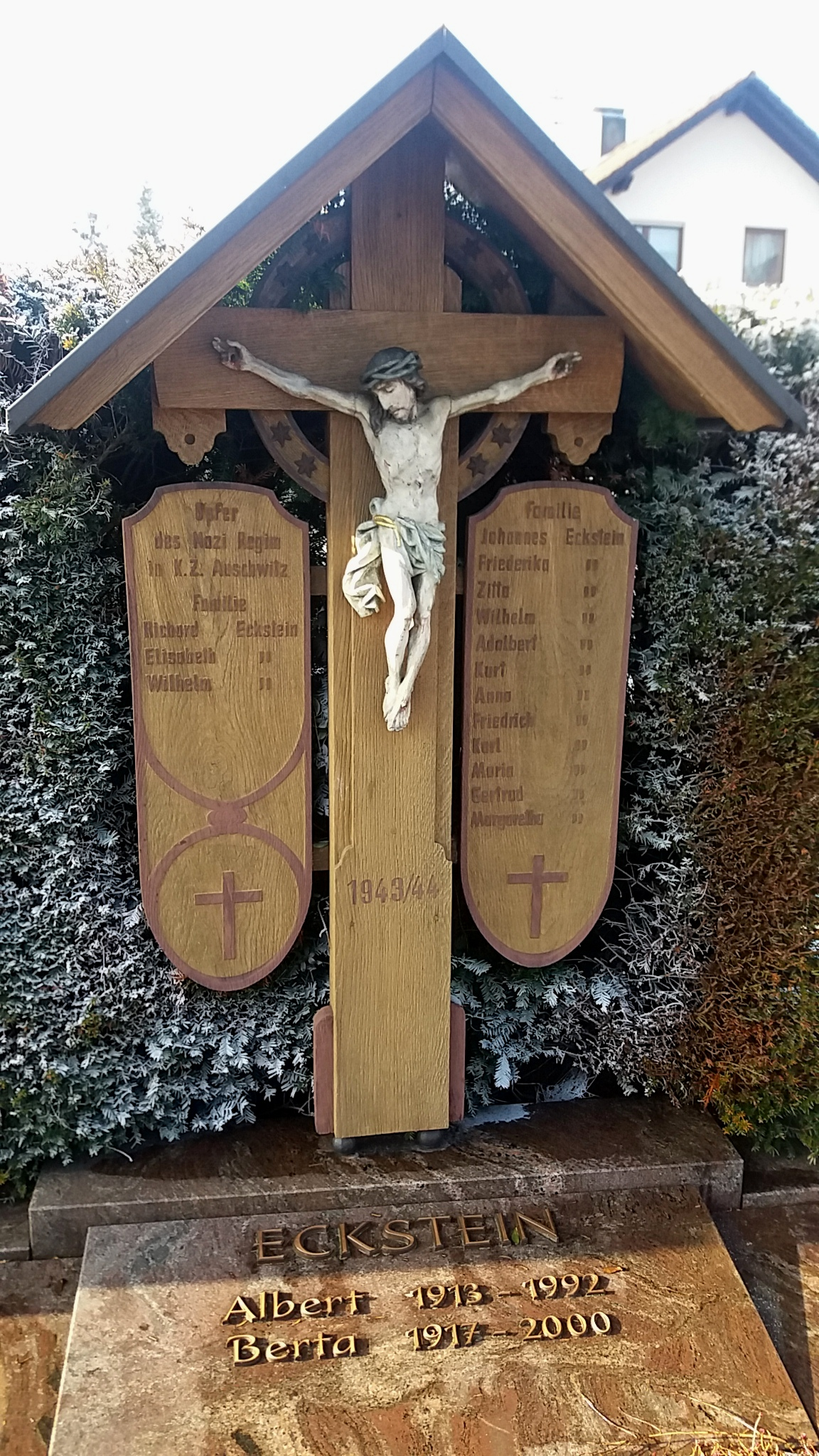
Grab von Albert und Berta Eckstein mit Gedenkkreuz für die Familie;
„Alter Friedhof“ in Vöhringen

Albert Eckstein (geboren am 25. März 1913 in Mannheim; gestorben am 3. Juni 1992) war ein Sinti-Geiger und Geigensammler. Seine Sammlung bildete den Grundstock der nach ihm benannten Stiftung.

## Leben
Albert Eckstein stammte aus einer berühmten Musikerfamilie aus Zeilhard bei Darmstadt, die dort bereits im 17. Jahrhundert erwähnt wurde. Er war der erste Sohn von Friederika und Johannes Eckstein, der in Mannheim Geiger und Kopf einer angesehenen Sintikapelle war. Mit sechs Jahren erlernte er das Violinspiel und spielte oft im Geheimen mit der Geige seines Vaters. Mit sieben Jahren trat er als Wunderkind in der väterlichen Kapelle auf und wurde zum Star der Truppe. Eckstein lernte nie Noten, sondern spielte nach Gehör. Wenn er ein Stück gehört hatte, konnte er es nachspielen.
Im Jahr 1935 zog die Familie nach Vöhringen bei Ulm. Ihr musikalischer Ruf verbreitete sich, bis sie 1939 von der Reichsmusikkammer mit Auftrittsverbot belegt wurde. Albert Eckstein war bereits 1938 zur Wehrmacht einberufen worden und machte als Soldat den Überfall auf Polen und den Frankreichfeldzug mit. Dennoch wurde er am 19. April 1941 als „Zigeunermischling“ für „wehrunwürdig“ erklärt. Da er mit der Kaufmannstochter Berta Kropp aus Vöhringen eine „arische“ Frau geheiratet hatte, entging er der Deportation und wurde als Zwangsarbeiter bei den Wieland-Werken eingesetzt. Seine Eltern und neun Geschwister wurden am 8. März 1943 in das KZ Auschwitz deportiert und dort ermordet.
Kurz vor dem offiziellen Kriegsende wurde Eckstein von den Amerikanern für einige Tage zum Bürgermeister von Vöhringen eingesetzt, da er gemeinsam mit einem Geistlichen den Befreiern mit weißer Fahne entgegengegangen war. Er blieb dauerhaft in Vöhringen und machte sich als Pferdehändler selbstständig. In den nächsten Jahrzehnten unternahm er regelmäßig Reisen nach Italien und besuchte dort Geigenbauer und -Sammler. Von diesen Reisen brachte er immer wieder wertvolle Instrumente mit. Er starb 1992 bei einem Autounfall.

## Albert-Eckstein-Stiftung
Im Mai 2005 wurde die Albert-Eckstein-Stiftung gegründet, die erstklassige Streichinstrumente an hochbegabte Nachwuchsmusiker verleiht. Gründer und Vorstand der Stiftung ist Ecksteins Sohn Rolf, der die Familientradition fortführt und ein Geigenbau-Atelier in Ulm betreibt. Grundstock der Stiftung ist die umfangreiche Instrumentensammlung seines Vaters. Nach der Entscheidung eines Beirats erhalten knapp 30 Stipendiaten, darunter Preisträger nationaler wie internationaler Wettbewerbe, für ein Jahr oder länger ein hochwertiges Instrument und präsentieren ihre Fähigkeiten jährlich auf einem Stiftungskonzert.
Zum 100. Geburtstag wurde Albert Eckstein in Vöhringen mit einem Gedenkkonzert geehrt, es konzertierte das Kammerorchester der Stipendiaten.